# Szermierka na Letnich Igrzyskach Olimpijskich 1900 – szpada zawodowcy
Indywidualny turniej szpadzistów zawodowców był jedną z siedmiu konkurencji szermierskich rozgrywanych podczas II Letnich Igrzysk Olimpijskich w Paryżu w 1900 roku. Zawody odbyły się w dniach 11 - 14 czerwca. W zawodach wzięło udział 54 zawodników z 6 krajów. Złoty medal zdobył Francuz Albert Robert Ayat.

## Runda 1
W pierwszej rundzie szpadziści zostali podzieleni na 9 sześcioosobowych grup. Z każdej grupy dwóch najlepszych zawodników awansowało do półfinału. Pierwsza runda została rozegrana w dniach 11-12 czerwca.
| Grupa A | Grupa A                    |
| Miejsce | Zawodnik                   |
| ------- | -------------------------- |
| 1       | Aufort                     |
| 2       | Lézard                     |
| 3-6     | Debrinay                   |
| 3-6     | Deprey                     |
| 3-6     | Nau                        |
| 3-6     | Antonius van Nieuwenhuizen |

| Grupa B | Grupa B               |
| Miejsce | Zawodnik              |
| ------- | --------------------- |
| 1       | Pantin                |
| 2       | Georges-Joseph Haller |
| 3-6     | Assé                  |
| 3-6     | Flahaut               |
| 3-6     | Joseph-Auguste Métais |
| 3-6     | François Sabouric     |

| Grupa C | Grupa C         |
| Miejsce | Zawodnik        |
| ------- | --------------- |
| 1       | Georges Jourda  |
| 2       | Jeanvoix        |
| 3-6     | Bormel          |
| 3-6     | Roquais         |
| 3-6     | Surzet          |
| 3-6     | Léon Thiércelin |

| Grupa D | Grupa D       |
| Miejsce | Zawodnik      |
| ------- | ------------- |
| 1       | Brassart      |
| 2       | Lézard        |
| 3-6     | Céré          |
| 3-6     | Dufraissé     |
| 3-6     | L. Garnoty    |
| 3-6     | Charles Marty |

| Grupa E | Grupa E                     |
| Miejsce | Zawodnik                    |
| ------- | --------------------------- |
| 1       | Émile Bougnol               |
| 2       | Hippolyte-Jacques Hyvernaud |
| 3-6     | Cléry                       |
| 3-6     | Dulau                       |
| 3-6     | Lafoucrière                 |
| 3-6     | Nègrout                     |

| Grupa F | Grupa F          |
| Miejsce | Zawodnik         |
| ------- | ---------------- |
| 1       | Michel           |
| 2       | Félix Ayat       |
| 3-6     | Xavier Anchetti  |
| 3-6     | Emmanuel Andrieu |
| 3-6     | Márton Endrédi   |
| 3-6     | Launay           |

| Grupa G | Grupa G            |
| Miejsce | Zawodnik           |
| ------- | ------------------ |
| 1       | Albert Robert Ayat |
| 2       | Henri Laurent      |
| 3-6     | Brak danych        |

| Grupa H | Grupa H             |
| Miejsce | Zawodnik            |
| ------- | ------------------- |
| 1       | Marie-Louis Damotte |
| 2       | Yvon                |
| 3-6     | Brak danych         |

| Grupa I | Grupa I          |
| Miejsce | Zawodnik         |
| ------- | ---------------- |
| 1       | Bézy             |
| 2       | Georges Clappier |
| 3-6     | Brak danych      |

## Półfinały
Półfinały zostały rozegrane 13 czerwca. W trzech sześcioosobowych grupach walka toczyła się systemem każdy z każdym. Do finału awansowało trzech najlepszych zawodników z każdej grupy.
| Półfinał A | Półfinał A          |
| Miejsce    | Zawodnik            |
| ---------- | ------------------- |
| 1          | Georges Jourda      |
| 2          | Lézard              |
| 3          | Marie-Louis Damotte |
| 4-6        | Aufort              |
| 4-6        | Jeanvoix            |
| 4-6        | Pantin              |

| Półfinał B | Półfinał B                  |
| Miejsce    | Zawodnik                    |
| ---------- | --------------------------- |
| 1          | Émile Bougnol               |
| 2          | Brassart                    |
| 3          | Hippolyte-Jacques Hyvernaud |
| 4-6        | Félix Ayat                  |
| 4-6        | Georges-Joseph Haller       |
| 4-6        | Michel                      |

| Półfinał C | Półfinał C         |
| Miejsce    | Zawodnik           |
| ---------- | ------------------ |
| 1          | Albert Robert Ayat |
| 2          | Henri Laurent      |
| 3          | Bézy               |
| 4-6        | Georges Clappier   |
| 4-6        | Lézard             |
| 4-6        | Yvon               |

## Finał
Finał został rozegrany 14 czerwca.
| Miejsce | Zawodnik                    |
| ------- | --------------------------- |
| 1       | Albert Robert Ayat          |
| 2       | Émile Bougnol               |
| 3       | Henri Laurent               |
| 4       | Hippolyte-Jacques Hyvernaud |
| 5       | Marie-Louis Damotte         |
| 6       | Brassart                    |
| 7       | Lézard                      |
| 8       | Georges Jourda              |
| 9       | Bézy                        |